# جاك وينشستر
جاك وينشستر هو لاعب هوكي الجليد كندي، ولد في 1882 في بيلفي في كندا، وتوفي في 7 مايو 1911.